# Oğuz (Name)
Oğuz ist ein türkischer männlicher Vorname und Familienname mit der Bedeutung „rein und gut erschaffen sein; stabil, stark“.

## Namensträger

### Vorname
- Oğuz Atay (1934–1977), türkischer Schriftsteller
- Oğuz Aydoğdu (* 1960), türkischer Fußballspieler und -trainer
- Oğuz Büyükberber (* 1970), türkischer Musiker
- Oğuz Çetin (* 1963), türkischer Fußballspieler und -trainer
- Oğuz Dağlaroğlu (* 1979), türkischer Fußballspieler
- Oğuz Galeli (* 1967), österreichisch-türkischer Schauspieler und Fotomodell
- Oğuz Kağan Güçtekin (* 1999), türkischer Fußballspieler
- Oğuz Kocabal (* 1989), türkischer Fußballspieler
- Oğuz Sabankay (* 1987), türkischer Fußballspieler
- Oğuz Tansel (1915–1994), türkischer Märchensammler und Dichter
- Oğuz Üçüncü (* 1969), deutsch-türkischer Islamfunktionär
- Oğuz Uyar (* 2001), türkischer Leichtathlet

### Zwischenname
- Ertuğrul Oğuz Fırat (1923–2014), türkischer Komponist, Maler und Dichter
- Mehmet Oğuz Kaya (* 1969), türkischer Politikwissenschaftler und Jurist
- Rahman Oğuz Kobya (* 1988), türkischer Fußballspieler

### Familienname
- Ahmet Oğuz (Politiker), türkischer Politiker
- Ahmet Oğuz (* 1993), türkischer Fußballspieler
- Mehmet Oğuz (1949–2022), türkischer Fußballspieler

## Varianten
- Oğuzhan; Özoğuz